# Morgenbachtal
Koordinaten: 49° 59′ 39″ N, 7° 50′ 29″ O
Das Naturschutzgebiet Morgenbachtal liegt auf dem Gebiet des Landkreises Mainz-Bingen in Rheinland-Pfalz. Das 214,97 Hektar große Naturschutzgebiet, das mit Verordnung vom 29. Oktober 1984 unter Naturschutz gestellt wurde, wird in Süd-Nord-Richtung vom Morgenbach, einem linken Zufluss des Rheins, durchflossen. Nördlich liegt die Ortsgemeinde Trechtingshausen, östlich verläuft die Bundesstraße 9 und fließt der Rhein.

## Tourismus
Das Morgenbachtal ist am besten von Trechtingshausen zu erreichen, wo an der Bundesstraße der beschilderte „Parkplatz Morgenbachtal“ liegt. Nach einem Unwetter 2016 war der Wanderweg durch das Tal längere Zeit gesperrt, mit Mitteln von Stadt, Land und Bund konnte er jedoch wiederhergestellt werden.

### Wandern

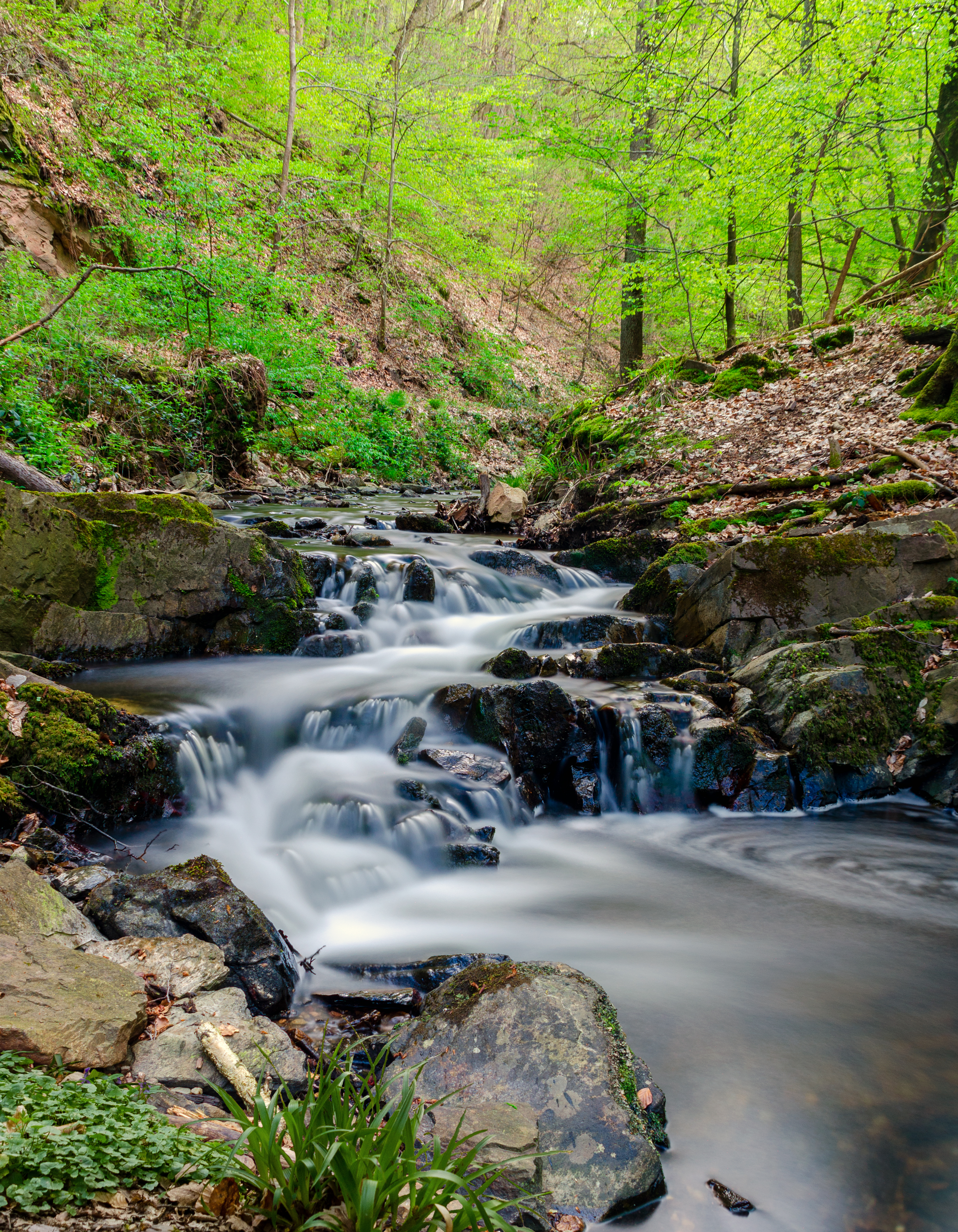
Morgenbachtal

Durch das Gebiet führen zahlreiche markierte Wanderwege. Der Rundweg Morgenbachtal ist eine Kombination von Soonwaldsteig und Rheinburgenweg im Binger Wald. Man kann ihn im Forsthaus Jägerhaus oder auch in Trechtingshausen beginnen und im Uhrzeigersinn oder in Gegenrichtung begehen. Er führt über insgesamt etwa 12 km (Gehzeit 4 Stunden) zu den Burgen Rheinstein und Reichenstein, zum Schweizerhaus, zur römischen Ausgrabungsstätte Villa rustica und zur Steckeschlääferklamm.

### Klettern
Eine Vielzahl von Felsen bis zu 40 m Wandhöhen sind ein beliebtes, wenn nicht das beliebteste Klettergebiet im Rhein-Main-Ballungsraum und am Mittelrhein.
Die große Zahl der Routen, darunter viele relativ leichtere, ist auch für Anfänger attraktiv. Die Felsen ziehen in zwei gratartigen Hauptlinien den westlichen Abhang des Rheintals hinauf. Sie bestehen aus gut kletterbaren, aber nicht immer reibungsfreundlichen kristallinen Schiefern mit Quarz-Beimengungen des Rheinischen Schiefergebirges.
Die Felsgruppen heißen (von oben nach unten und von Süd nach Nord):
- Schinderhannes
- Frankfurter Wand
- Regensburgerwand
- Herkules
- Klüverwand
- Hakenrisse
- Wappenwand
- Mainzer Turm
- Kristallspitze
- Lutzplatte

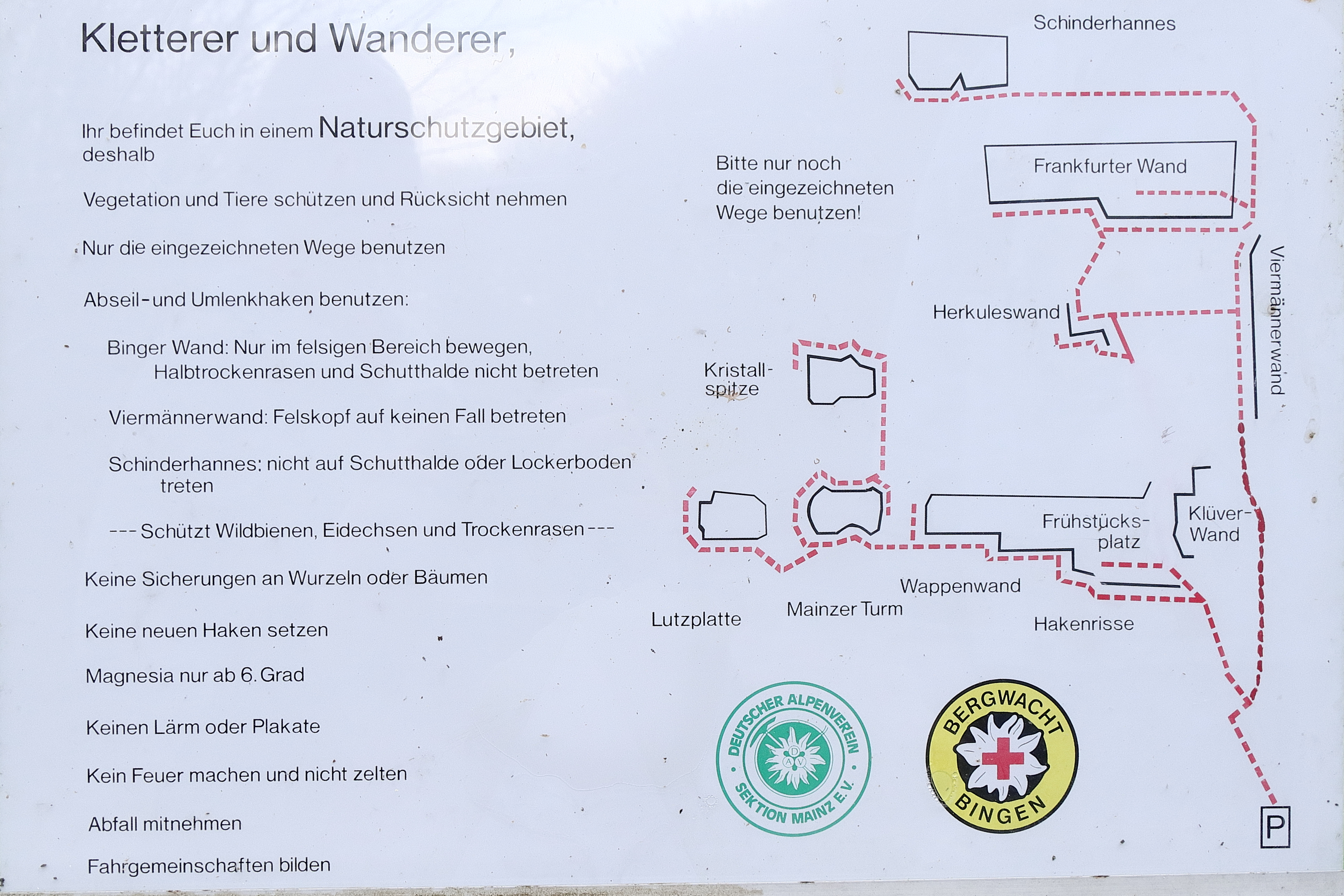
Schematischer Lageplan der Kletterfelsen im Morgenbachtal

Das Land Rheinland-Pfalz hat im Jahr 1984 das Morgenbachtal zum Naturschutzgebiet erklärt, das Klettern aber ausdrücklich erlaubt, im Gegensatz etwa zu Nordrhein-Westfalen, wo in fast allen Felsgebieten aus „Naturschutzgründen“ ein totales Kletterverbot verhängt wurde. In Zusammenarbeit mit dem Alpenverein und anderen Interessenverbänden wurde das Klettern reglementiert.
Der Zugang von „oben“ wurde obligat, was die Begehung der unteren Talabschnitte stark reduzierte. Das Landesamt für Umweltschutz hat dazu weitere Studien in Auftrag gegeben. Ein Arbeitskreis wurde gebildet, der nach dem Vorbild des Pfälzer Sandsteingebiets kontroverse Positionen zu diskutieren und Regelungen gemeinsam festzuschreiben sucht.
Im Februar 1995 gab es in der Klüverwand einen größeren Felssturz. Aufgrund eines Gutachtens des Geologischen Landesamts Rheinland-Pfalz verbot die zuständige Ortsgemeinde Trechtingshausen zunächst das Klettern. Ein weiteres Gutachten brachte die Erkenntnis, dass die Felsen auf rauen Schichten lagern und Bewegungen langsam erfolgen, Felsstürze also gut vorhersagbar sind. Eine jährliche Sicherheitsprüfung wurde angeordnet und das Klettern wieder erlaubt.
Zu den Auflagen gehört, dass die Sektion Mainz des Deutschen Alpenvereins, die mit der Ortsgemeinde Trechtingshausen einen Nutzungsvertrag abgeschlossen hat, das Morgenbachtal betreut. Hierzu wurde auch ein Sicherheitsbeauftragter bestellt und eine Haftpflichtversicherung zur Deckung von Schäden durch Verletzung der Verkehrssicherungspflicht abgeschlossen, die der Sektion obliegt.
Der große Andrang auf das Klettergebiet hat an einigen Stellen Tritt- und Erosionsschäden verursacht. Diese wurden in den letzten Jahren durch sorgsamen Wegebau behoben. Die Betreuung des Klettergebietes im Fall von Unfällen liegt bei der Bergwachtgruppe des DRK-Bingen.